# Giro di Svizzera 1956
Il Giro di Svizzera 1956, ventesima edizione della corsa, si svolse dal 16 al 23 giugno 1956 per un percorso di 1 645 km, con partenza e arrivo a Zurigo. Il corridore svizzero Rolf Graf si aggiudicò la corsa concludendo in 47h05'02".
Dei 64 ciclisti alla partenza arrivarono al traguardo in 41, mentre 23 si ritirarono.

## Tappe
| Tappa  | Data      | Percorso                                        | km    | Vincitore di tappa | Leader cl. generale |
| ------ | --------- | ----------------------------------------------- | ----- | ------------------ | ------------------- |
| 1ª     | 16 giugno | Zurigo > Sciaffusa                              | 246   | René Strehler      | René Strehler       |
| 2ª     | 17 giugno | Sciaffusa > Bienne                              | 261   | Guido Boni         | Guido Boni          |
| 3ª     | 18 giugno | Bienne > Losanna                                | 234   | René Strehler      | René Strehler       |
| 4ª     | 19 giugno | Losanna > Grindelwald                           | 218   | Joseph Planckaert  | Guido Boni          |
| 5ª     | 20 giugno | Grindelwald > Pallanza (ITA)                    | 242   | Rolf Graf          | Wout Wagtmans       |
| 6ª     | 21 giugno | Pallanza (ITA) > Bellinzona (cron. individuale) | 64    | Rolf Graf          | Rolf Graf           |
| 7ª     | 22 giugno | Bellinzona > Coira                              | 168   | Fritz Schär        | Rolf Graf           |
| 8ª     | 23 giugno | Coira > Zurigo                                  | 212   | René Strehler      | Rolf Graf           |
| Totale | Totale    | Totale                                          | 1 645 |                    |                     |

## Dettagli delle tappe

### 1ª tappa
- 16 giugno: Zurigo > Sciaffusa – 246 km

Risultati
| Pos. | Corridore       | Squadra      | Tempo    |
| ---- | --------------- | ------------ | -------- |
| 1    | René Strehler   | Allegro      | 6h40'45" |
| 2    | Guido Boni      | Tigra        | a 30"    |
| 3    | Edgar Sorgeloos | Elvé-Peugeot | s.t.     |

### 2ª tappa
- 17 giugno: Sciaffusa > Bienne – 261 km

Risultati
| Pos. | Corridore     | Squadra    | Tempo    |
| ---- | ------------- | ---------- | -------- |
| 1    | Guido Boni    | Tirga      | 7h08'16" |
| 2    | Fritz Schär   | Mondia     | a 30"    |
| 3    | Wout Wagtmans | Locomotief | s.t.     |

### 3ª tappa
- 18 giugno: Bienne > Losanna – 234 km

Risultati
| Pos. | Corridore       | Squadra      | Tempo    |
| ---- | --------------- | ------------ | -------- |
| 1    | René Strehler   | Allegro      | 6h31'18" |
| 2    | Wout Wagtmans   | Locomotief   | a 30"    |
| 3    | Edgar Sorgeloos | Elvé-Peugeot | s.t.     |

### 4ª tappa
- 19 giugno: Losanna > Grindelwald – 218 km

Risultati
| Pos. | Corridore         | Squadra      | Tempo    |
| ---- | ----------------- | ------------ | -------- |
| 1    | Joseph Planckaert | Elvé-Peugeot | 6h02'20" |
| 2    | Wout Wagtmans     | Locomotief   | a 34"    |
| 3    | Guido Boni        | Tigra        | s.t.     |

### 5ª tappa
- 20 giugno: Grindelwald > Pallanza (ITA) – 242 km

Risultati
| Pos. | Corridore         | Squadra    | Tempo    |
| ---- | ----------------- | ---------- | -------- |
| 1    | Rolf Graf         | Tebag      | 6h59'50" |
| 2    | Wout Wagtmans     | Locomotief | a 30"    |
| 3    | Pietro Nascimbene | Carpano    | a 3'50"  |

### 6ª tappa
- 21 giugno: Pallanza (ITA) > Bellinzona – Cronometro individuale – 64 km

Risultati
| Pos. | Corridore    | Squadra | Tempo    |
| ---- | ------------ | ------- | -------- |
| 1    | Rolf Graf    | Tebag   | 1h44'23" |
| 2    | Fritz Schär  | Mondia  | a 2'36"  |
| 3    | Ugo Massocco | Allegro | a 4'09"  |

### 7ª tappa
- 22 giugno: Bellinzona > Coira – 168 km

Risultati
| Pos. | Corridore         | Squadra      | Tempo    |
| ---- | ----------------- | ------------ | -------- |
| 1    | Fritz Schär       | Mondia       | 5h41'10" |
| 2    | Max Schellenberg  | Condor       | a 43"    |
| 3    | Joseph Planckaert | Elvé-Peugeot | a 1'01"  |

### 8ª tappa
- 23 giugno: Coira > Zurigo – 212 km

Risultati
| Pos. | Corridore         | Squadra | Tempo    |
| ---- | ----------------- | ------- | -------- |
| 1    | René Strehler     | Allegro | 6h12'38" |
| 2    | Pietro Nascimbene | Carpano | a 30"    |
| 3    | Gino Guerrini     | Carpano | s.t.     |

## Classifiche finali

### Classifica generale
| Pos. | Corridore         | Squadra      | Tempo     |
| ---- | ----------------- | ------------ | --------- |
| 1    | Rolf Graf         | Tebag        | 47h05'02" |
| 2    | Fritz Schär       | Mondia       | a 4'59"   |
| 3    | Joseph Planckaert | Elvé-Peugeot | a 7'46"   |
| 4    | Hans Hollenstein  | Allegro      | a 10'17"  |
| 5    | Hans Junkermann   | Feru         | a 12'17"  |
| 6    | Vincenzo Rossello | Condor       | a 17'32"  |
| 7    | René Strehler     | Allegro      | a 19'57"  |
| 8    | Pietro Nascimbene | Carpano      | a 20'46"  |
| 9    | Brian Robinson    | Cilo         | a 23'25"  |
| 10   | Ugo Massocco      | Allegro      | a 24'31"  |

### Classifica scalatori
| Pos. | Corridore         | Squadra      | Punti |
| ---- | ----------------- | ------------ | ----- |
| 1    | Joseph Planckaert | Elvé-Peugeot | 43,5  |
| 2    | Hans Hollenstein  | Allegro      | 41    |
| 3    | Rolf Graf         | Tebag        | 28    |
| 4    | Jan Nolten        | Locomotief   | 24,5  |
| 5    | Wout Wagtmans     | Locomotief   | 22    |

### Classifica a punti
| Pos. | Corridore         | Squadra      | Punti |
| ---- | ----------------- | ------------ | ----- |
| 1    | Fritz Schär       | Mondia       | 41    |
| 2    | Joseph Planckaert | Elvé-Peugeot | 41    |
| 3    | René Strehler     | Allegro      | 50    |
| 4    | Rolf Graf         | Tebag        | 58    |
| 5    | Hans Junkermann   | Feru         | 80    |

### Classifica squadre
| Pos. | Squadra       | Tempo      |
| ---- | ------------- | ---------- |
| 1    | Allegro       | 142h09'08" |
| 2    | Coppi-Carpano | a 21'06"   |
| 3    | Mondia        | a 35'45"   |
| 4    | Condor        | a 44'45"   |
| 5    | Elvé-Peugeot  | a 1h03'48" |